# Willard S. Curtin
Willard Sevier Curtin (ur. 28 listopada 1905 w Trenton, zm. 4 lutego 1996 w Fort Myers) – amerykański polityk, członek Partii Republikańskiej, kongresmen.

## Życiorys
W okresie od 3 stycznia 1957 do 3 stycznia 1967 przez pięć kadencji był przedstawicielem ósmego okręgu wyborczego w stanie Pensylwania w Izbie Reprezentantów Stanów Zjednoczonych.